# Лебедев, Виктор Владимирович
Ви́ктор Влади́мирович Ле́бедев (20 августа [2 сентября] 1909, Москва — 21 февраля 2001, Москва) — советский и российский архитектор, живописец, преподаватель и писатель.

## Биография
Виктор Лебедев родился 20 августа (2 сентября) 1909 года в Москве в семье врача. Детские годы провёл в Иваново-Вознесенске, где окончил среднюю школу. В 1930—1936 годах учился на архитектурном факультете Ленинградского института живописи, скульптуры и архитектуры Всероссийской академии художеств. Среди преподавателей Лебедева в институте были архитекторы Л. В. Руднев, И. А. Фомин, художник К. И. Рудаков; проходил практику в мастерской Е. А. Левинсона и И. И. Фомина. Ещё в студенческие годы сблизился с П. П. Штеллером, с которым позднее выполнил ряд архитектурных работ. Защитил дипломный проект «Дворец молодёжи», который был удостоен первой премии.
После окончания учёбы работал под руководством своего бывшего преподавателя Л. В. Руднева в архитектурной мастерской Красной Армии в Ленинграде. Вместе с ним выполнил эскизный проект музея Красной Армии в Москве, участвовал в проектировании административного здания Наркомата обороны и других сооружений. 
После начала Великой Отечественной войны занимался строительством оборонительных укреплений в Ленинграде, укреплением системы ПВО здания Государственного Эрмитажа и работами обмеру здания бывшего Инженерного замка. В 1942—1945 годах вновь работал у Л. В. Руднева в мастерской Института массовых сооружений Академии архитектуры СССР в Москве. Под руководством Руднева принял участие в реализации нескольких крупных проектов в Москве.
В послевоенные годы выполнил ряд проектов жилых домов для колхозов и совхозов. Совместно с П. П. Штеллером разрабатывал проект восстановления и реконструкции центра Ялты. Вместе с Л. В. Рудневым работал над проектом восстановления и реконструкции Воронежа. Разрабатывал проекты кинотеатров, школ, первых панельных домов и другие.
С 1948 года В. В. Лебедев работал в тресте «Мосгорпроект», который позднее был преобразован в «Моспроект». В 1959—1985 годах возглавлял Мастерскую № 12 «Моспроекта», занимавшейся застройкой Перовского и Калининского районов. Являлся главным архитектором Восточной планировочной зоны города Москвы.
В. В. Лебедев активно сотрудничал со скульпторами в работе над монументами. Принимал участие в открытых конкурсах на проекты памятников «Защитникам Ленинграда», «Героям-панфиловцам», «Героям Великой Отечественной войны». Вместе со скульптором В. И. Мухиной работал над проектом памятника «Защита Севастополя», а также над памятником Максиму Горькому в городе Горьком, который был открыт в 1952 году. Вместе со скульптором Н. В. Томским и архитектором П. П. Штеллером проектировал триумфальную арку в честь победы в Великой Отечественной войне.
Принимал участие в ряде архитектурных конкурсов, для которых выполнил проекты Дворца Советов в Волгограде, Дворца Советов в Москве, павильона СССР на Всемирной выставке в Брюсселе, станций Московского метрополитена. Получил премию министра строительства и промышленности стройматериалов ПНР за проект жилого района в Варшаве и вторую премию за конкурсный проект застройки жилого района в Москве методом «открытой» системы типизации.
С 1953 года преподавал в МАРХИ (и. о. доцента с 1956 года, и. о. профессора с 1973 года). Среди его учеников архитекторы Ю. Н. Коновалов и А. Д. Ларин.
Член Союза архитекторов СССР с 1938 года. Председатель секции монументального искусства Союза архитекторов. Член правления и член президиума Московского отделения Союза архитекторов. Член Градостроительного совета ГлавАПУ, научного совета НИИ теории и истории советской архитектуры, Художественного совета Министерства культуры СССР. Делегат IV и V съездов архитекторов. Избирался депутатом Калининского и Перовского райсоветов. Действительный член РАХ (1979), почётный член Российской академии архитектуры и строительных наук, почётный член Международной академии архитектуры.
Занимался живописью и графикой, принимал участие в художественных выставках. Автор рукописной книги о блокаде Ленинграда.
Умер в Москве 21 февраля 2001 года. Похоронен на Ваганьковском кладбище.

## Награды и премии
- заслуженный строитель РСФСР[3]
- Сталинская премия третьей степени (1951) — за архитектуру здания гостиницы «Советская» в Москве[13].
- Государственная премия РСФСР в области архитектуры (1969) — за архитектуру комплекса зданий МАХУ
- премия «Золотое сечение» (1999) — за выдающийся вклад в архитектуру
- орден Ленина (1974) — за успехи в выполнении и перевыполнении планов 1973 года и принятых социалистических обязательств[14]
- орден «Знак Почёта»[7]
- медали
- Благодарность Президента Российской Федерации (3 сентября 1999 года) — за большой вклад в развитие градостроительства[15]

## Проекты и постройки
- Реконструкция дома отдыха Архфонда, совместно с П. П. Штеллером (1930-е, Петергоф)[5];
- Гостиница «Советская», совместно с И. И. Ловейко и П. П. Штеллером (1950, Москва, Ленинградский проспект, 32)[5];
- Жилой дом, совместно с П. П. Штеллером (1950—1951, Москва, Новоспасский переулок, дом 3, корпус 2)[16];
- Перестройка бывшей усадьбы Воронцовых-Раевских под размещение Министерства пищевой промышленности РСФСР, совместно с П. П. Штеллером, И. В. Шервудом (1951, Москва, улица Петровка, 12—16);
- Архитектурная часть памятника М. Горькому, совместно с П. П. Штеллером, скульптор В. И. Мухина (1952, Нижний Новгород, площадь Горького)[5];
- Павильон «Центральные чернозёмные области», совместно с П. П. Штеллером (1952—1954, Москва, ВСХВ), с 1980-х — павильон «Потребительская кооперация» (№ 60)[5];
- Станция метро «Проспект Мира», совместно с П. П. Штеллером (1958, Москва)[5];
- Реконструкция Смоленской площади, совместно с В. Г. Гельфрейхом, П. П. Штеллером, при участии В. Н. Жадовской и А. И. Кузьмина (1950-е, Москва)[5];
- Комплекс четырёх 9-этажных жилых домов, совместно с Д. В. Канатовым и К. А. Развадовской (1960—1962, Москва, Ленинградский проспект, 77)[17];
- Крытый Ленинградский рынок на 800 торговых мест с гостиницей (совместно с И. Волковым)[7];
- Комплекс Московского академического хореографического училища, совместно с А. Д. Лариным, С. И. Кучановым, А. Г. Михайловым (1968 год, Москва, 2-я Фрунзенская улица, 5)[7][9];
- Жилой район Вешняки-Владычино с общественным и торговым обслуживанием (1967—1968, Москва)[9];
- Общественно-культурный центр в жилом районе Ивановское, совместно с А. С. Цивьяном, Б. Шабуниным, Н. Кавериным (1969—1970, Москва)[9];
- Райисполком и РК КПСС Перовского района, совместно с А. С. Цивьяном, Э. В. Яворским (1972—1974, Москва, Зелёный проспект, 20)[9];
- архитектурная часть скульптурной группы «Победители», совместно со скульптором О. С. Кирюхиным, архитектором И. Н. Воскресенским, Москва, Вешняковская улица[18];
- Дворец пионеров и школьников, совместно с Ю. Н. Коноваловым, И. К. Чаловым, Е. Мартиной (1984—1986, Москва, 1-я Владимирская улица, 20)[9];
- Жилой район Новокосино, проект детальной планировки; завершён Ю. Г. Бадановым (1985—1986, Москва)[9];
- Кинотеатр «Саяны», совместно с А. С. Цивьяном и Б. А. Шабуниным (Москва, Саянская улица, 9)
- Площадь заставы Ильича (совместно с П. Н. Арановичем, Ю. Н. Коноваловым, А. Д. Лариным, А. С. Цивьяном, Э. В. Яворским)[7][8]
- Площадь Курского Вокзала (совместно с А. А. Никоновым и И. К. Чаловым)[7][8]
- Здание института «Гипросвязь»[8]
- Дом народных художественных промыслов[8][6]
- Посольство СССР в Бирме[6]
- Новый корпус Московского архитектурного института на улице Жданова[6]
- Здание «Росконцерта»[6]

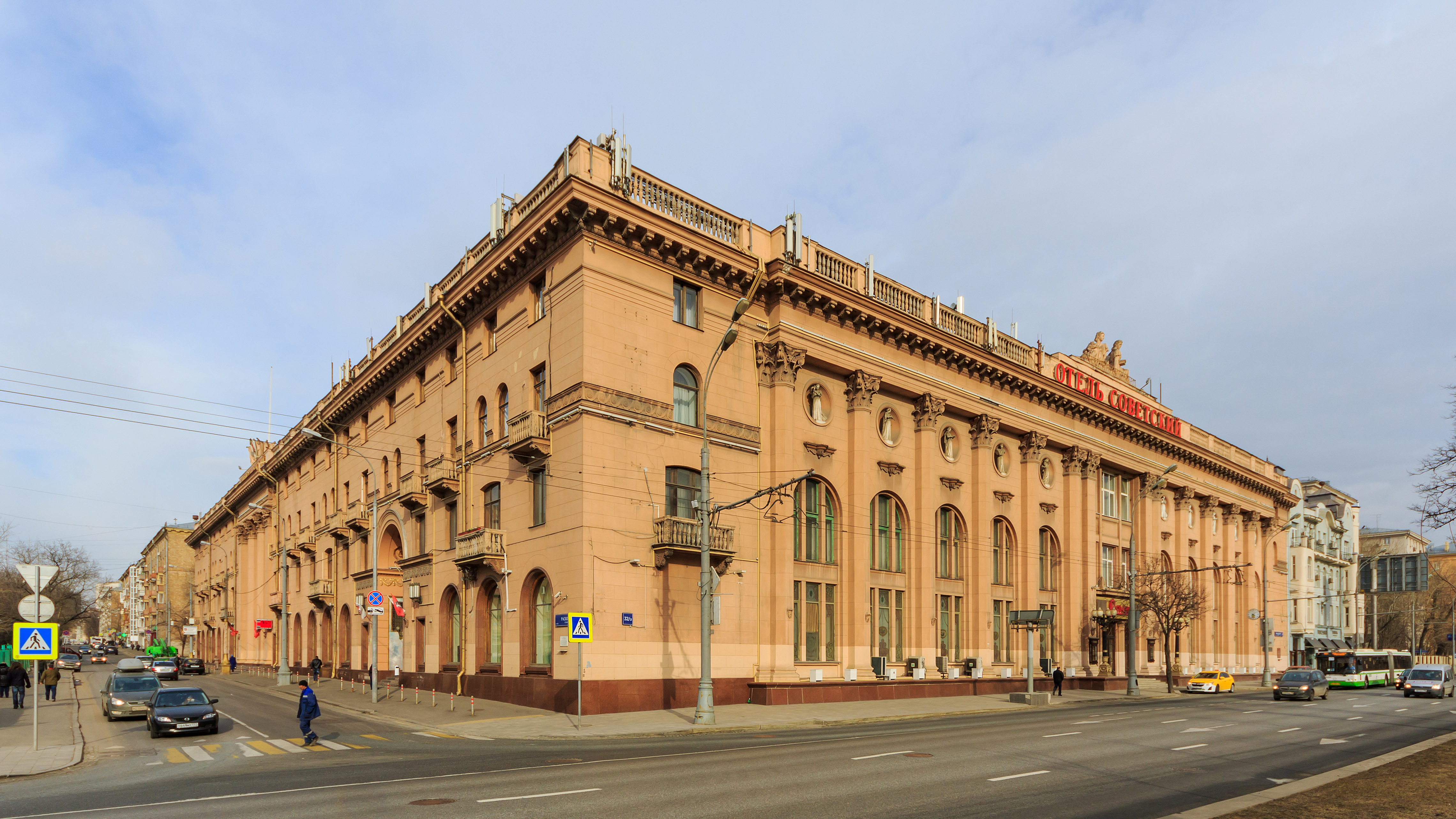
Гостиница «Советская»
Памятник М. Горькому в Нижнем Новгороде
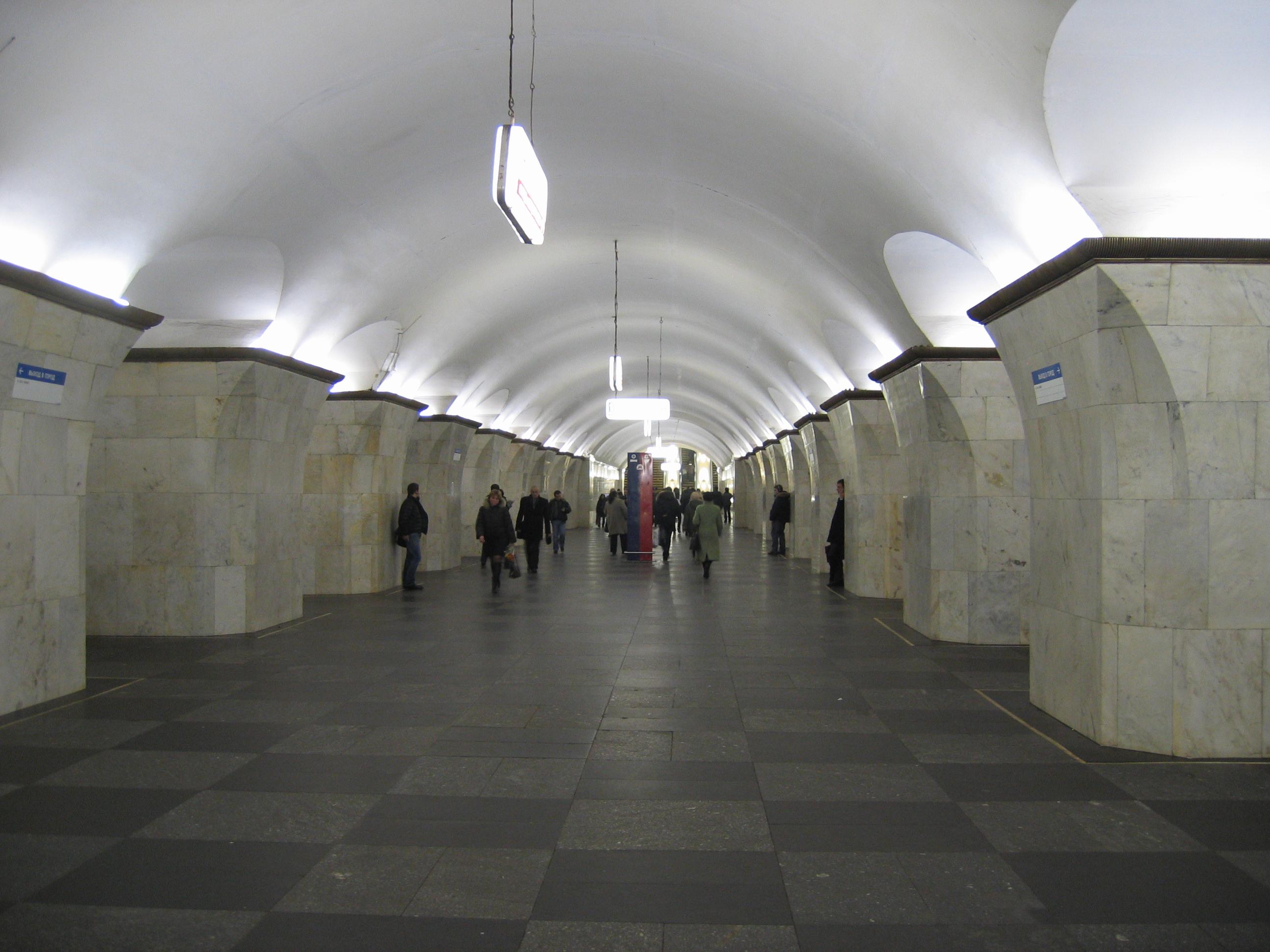
Станция метро «Проспект Мира»

## Семья
- Жена — Татьяна Васильевна Лебедева (1915—1988)[6][12]

## Публикации
- Лебедев В. В. Заметки о пространственной и эстетической сущности архитектуры. — М.: Стройиздат, 1993. — 254 с.
- Лебедев В. В. Вереница испытаний: 38 рассказов в одной повести. — М.: Стройиздат, 1995. — 133 с.
- Лебедев В. В. Год жизни архитектора: По дневниковым записям 1972 г.. — М.: Стройиздат, 1998. — 199 с.
- Лебедев В. В. Мой век: сборник стихов. — М.: НИИ Рос. акад. художеств, 2000. — 223 с.